# Division IIIA du Championnat du monde moins de 18 ans de hockey sur glace 2016
Navigation
Division IIIA en 2015 Division IIIA en 2017
Le tournoi de la Division III A du Championnat du monde moins de 18 ans de hockey sur glace 2016 se déroule du 14 au 20 mars 2016 au Winter Sports Palace (en) de Sofia en Bulgarie.
| \| Localisation de Sofia, capitale de la Bulgarie. \| Localisation de Sofia, capitale de la Bulgarie. |
| Localisation de Sofia, capitale de la Bulgarie.                                                       |

## Format de la compétition

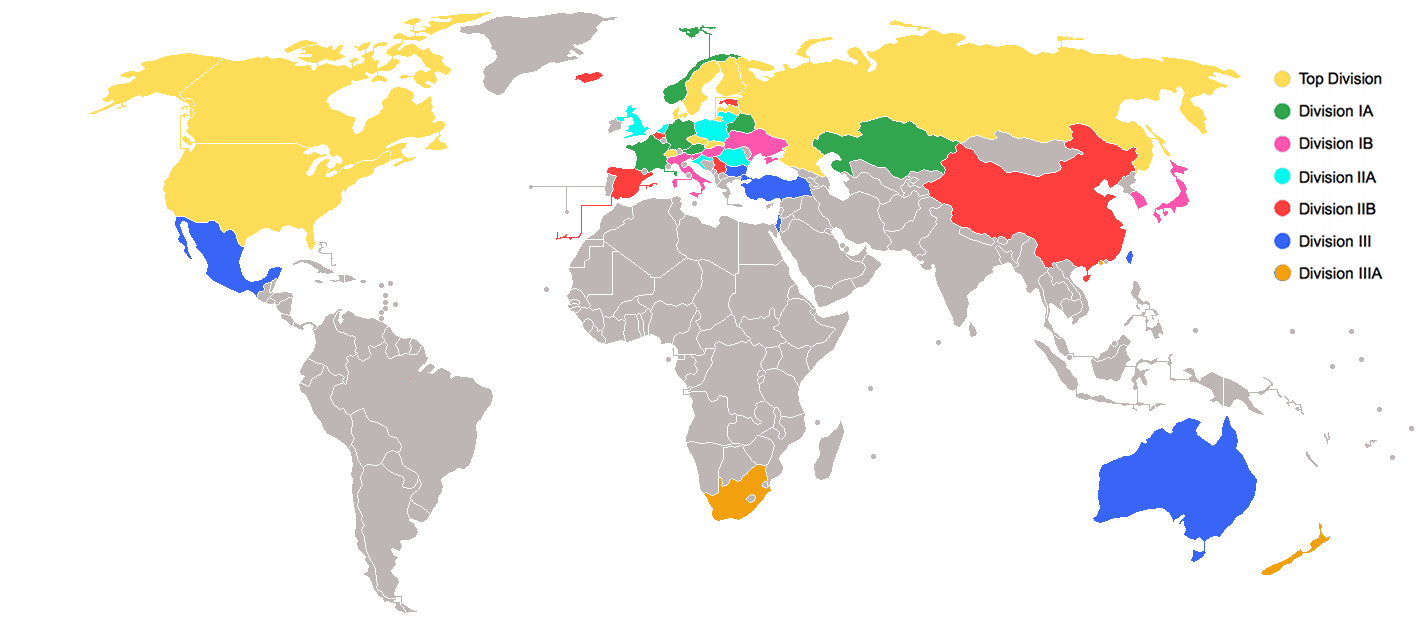
Pays participant au Championnat du monde moins de 18 ans de hockey sur glace 2016.

Le Championnat du monde moins de 18 ans de hockey sur glace 2016 se dispute en plusieurs compétitions distinctes, en fonction des Divisions.
Le groupe principal (Division Élite) regroupe dix équipes réparties en deux poules de cinq qui disputent un tour préliminaire. Les quatre premiers de chaque poule sont qualifiés pour les quarts de finale. Les derniers de chaque poule disputent une poule de maintien jouée au meilleur des trois matches. Le perdant est relégué en Division IA pour l'édition 2017.
Pour les autres divisions qui comptent six équipes (sauf la Division III B qui en compte trois), les équipes s’affrontent entre elles et, à l'issue de cette compétition, le premier est promu dans la division supérieure et le dernier est relégué dans la division inférieure.
Lors des phases de poule, les points sont attribués ainsi :
- victoire : trois points ;
- victoire en prolongation ou aux tirs de fusillade : deux points ;
- défaite en prolongation ou aux tirs de fusillade : un point ;
- défaite : aucun point.

## Nations participantes
- Australie, relégué de la Division II B en 2015
- Bulgarie, pays hôte
- Israël
- Mexique
- Taipei chinois
- Turquie, promu de la Division III B en 2015

## Résultats
| 13 mars 2016 | Mexique | 1-3 (0-0, 1-2, 0-1) | Israël | Winter Sports Palace 258 spectateurs |

| Feuille de match     | Feuille de match                      | Feuille de match | Feuille de match                                                                                      | Feuille de match                                                                |
| -------------------- | ------------------------------------- | ---------------- | --- | ------------------------------------------------------------------------------- |
|                      | - Benabib (Vega) — 37 min 40 s (SN) - | 0-1 0-2 1-2 1-3  | Ignatovich (Boudnikov, Kapulkin) — 25 min 51 s Ignatovich — 28 min 47 s - Revniaga — 44 min 25 s (TP) | Arbitrage : Alex Lazzeri Juges de lignes : Luchezar Stoyanov Chris van Grinsven |
| Sebastian de la Vega | Gardiens                              | Raz Werner       | | Arbitrage : Alex Lazzeri Juges de lignes : Luchezar Stoyanov Chris van Grinsven |
| 6 min                | Pénalités                             | 12 min           | | Arbitrage : Alex Lazzeri Juges de lignes : Luchezar Stoyanov Chris van Grinsven |
| 28                   | Tirs                                  | 21               | | Arbitrage : Alex Lazzeri Juges de lignes : Luchezar Stoyanov Chris van Grinsven |

| 13 mars 2016 | Turquie | 5-4 (pr) (4-1, 0-1, 0-2, 1-0) | Taipei chinois | Winter Sports Palace 268 spectateurs |

| Feuille de match | Feuille de match | Feuille de match                    | Feuille de match                                                                                    | Feuille de match                                                             |
| ---------------- | --- | ----------------------------------- | --------------------------------------------------------------------------------------------------- | ---------------------------------------------------------------------------- |
|                  | Ozmen (Karan, K. Salt) — 6 min 7 s - Ozmen (Karan, Anlar) — 16 min 57 s H. Salt (Bakal) — 18 min 43 s Bingol (Taygar, Ulas) — 19 min 19 s - K. Salt — 61 min 44 s (2 SN) | 1-0 1-1 2-1 3-1 4-1 4-2 4-3 4-4 5-4 | - Wang — 12 min 47 s - Wang — 37 min 59 s Hung — 51 min 23 s Chu Wang (Chiang) — 54 min 17 s (SN) - | Arbitrage : Oleksandr Govorun Juges de lignes : Oleksiy Sabada Tzvetko Tanev |
| Tolga Bozaci     | Gardiens | Huang Sheng-Chun                    | | Arbitrage : Oleksandr Govorun Juges de lignes : Oleksiy Sabada Tzvetko Tanev |
| 8 min            | Pénalités | 18 min                              | | Arbitrage : Oleksandr Govorun Juges de lignes : Oleksiy Sabada Tzvetko Tanev |
| 37               | Tirs | 37                                  | | Arbitrage : Oleksandr Govorun Juges de lignes : Oleksiy Sabada Tzvetko Tanev |

| 13 mars 2016 | Bulgarie | 3-4 (1-2, 1-1, 1-1) | Australie | Winter Sports Palace 1 150 spectateurs |

| Feuille de match | Feuille de match | Feuille de match            | Feuille de match | Feuille de match                                                            |
| ---------------- | --- | --------------------------- | --- | --------------------------------------------------------------------------- |
|                  | - Dikov (Mladenov) — 18 min 36 s (SN) Dikov (Vasilev, Rangelov) — 25 min 8 s - Vasilev (Dikov) — 57 min 19 s (2 SN) | 0-1 0-2 1-2 2-2 2-3 2-4 3-4 | Steven (Kubara) — 6 min 12 s (SN) Manwarring (Brunt, Carini) — 13 min 15 s (SN) - Carini (Flanagan) — 25 min 50 s Manwarring — 54 min 21 s - | Arbitrage : Kenji Kosaka Juges de lignes : Yahya Al Jneibi Ivan Nedeljkovic |
| Aleksandar Tomov | Gardiens | Alex Tetreault              | | Arbitrage : Kenji Kosaka Juges de lignes : Yahya Al Jneibi Ivan Nedeljkovic |
| 12 min           | Pénalités | 12 min                      | | Arbitrage : Kenji Kosaka Juges de lignes : Yahya Al Jneibi Ivan Nedeljkovic |
| 33               | Tirs | 32                          | | Arbitrage : Kenji Kosaka Juges de lignes : Yahya Al Jneibi Ivan Nedeljkovic |

| 15 mars 2016 | Israël | 1-4 (0-1, 0-2, 1-1) | Turquie | Winter Sports Palace 125 spectateurs |

| Feuille de match | Feuille de match                        | Feuille de match    | Feuille de match | Feuille de match                                                     |
| ---------------- | --------------------------------------- | ------------------- | --- | -------------------------------------------------------------------- |
|                  | - Revniaga (Tamir) — 51 min 20 s (SN) - | 0-1 0-2 0-3 1-3 1-4 | Bakal (H. Salt) — 11 min 4 s (SN) Bakal — 23 min 53 s H. Salt — 32 min 31 s (SN) - Taygar (Bingol) — 58 min 40 s (IN + CV) | Arbitrage : Kenji Kosaka Juges de lignes : Liu Tiange Oleksiy Sabada |
| Raz Werner       | Gardiens                                | Tolga Bozaci        | | Arbitrage : Kenji Kosaka Juges de lignes : Liu Tiange Oleksiy Sabada |
| 18 min           | Pénalités                               | 12 min              | | Arbitrage : Kenji Kosaka Juges de lignes : Liu Tiange Oleksiy Sabada |
| 26               | Tirs                                    | 40                  | | Arbitrage : Kenji Kosaka Juges de lignes : Liu Tiange Oleksiy Sabada |

| 15 mars 2016 | Australie | 6-3 (1-1, 1-2, 4-0) | Taipei chinois | Winter Sports Palace 369 spectateurs |

| Feuille de match | Feuille de match | Feuille de match                    | Feuille de match                                                                     | Feuille de match                                                                |
| ---------------- | --- | ----------------------------------- | ------------------------------------------------------------------------------------ | ------------------------------------------------------------------------------- |
|                  | - Brunt (Carini, Kubara) — 13 min 45 s Steven (Flanagan) — 27 min 27 s - Manwarring (Kubara, Brunt) — 42 min 8 s Ruck (Wood, Carini) — 51 min 48 s Steven (Wood) — 59 min 57 s (CV) Steven — 59 min 59 s | 0-1 1-1 2-1 2-2 2-3 3-3 4-3 5-3 6-3 | Chiang (Lin) — 6 min 32 s - Chiang — 31 min 34 s Chang (Chiang) — 39 min 16 s (SN) - | Arbitrage : Alexei Roshchyn Juges de lignes : Yahya Al Jneibi Luchezar Stoyanov |
| Alex Tetreault   | Gardiens | Huang Sheng-Chun                    |                                                                                      | Arbitrage : Alexei Roshchyn Juges de lignes : Yahya Al Jneibi Luchezar Stoyanov |
| 6 min            | Pénalités | 4 min                               |                                                                                      | Arbitrage : Alexei Roshchyn Juges de lignes : Yahya Al Jneibi Luchezar Stoyanov |
| 36               | Tirs | 18                                  |                                                                                      | Arbitrage : Alexei Roshchyn Juges de lignes : Yahya Al Jneibi Luchezar Stoyanov |

| 15 mars 2016 | Mexique | 2-4 (0-1, 1-0, 1-3) | Bulgarie | Winter Sports Palace 1 850 spectateurs |

| Feuille de match     | Feuille de match                                                   | Feuille de match        | Feuille de match | Feuille de match                                                                    |
| -------------------- | ------------------------------------------------------------------ | ----------------------- | --- | ----------------------------------------------------------------------------------- |
|                      | - J. Perez (Benabib) — 39 min (SN) - J. Perez — 49 min 42 s (SN) - | 0-1 1-1 1-2 2-2 2-3 2-4 | Genkov (Dilkov, Mladenov) — 2 min 51 s - Genkov (Dikov) — 41 min 14 s (SN) - Abdi (Mladenov) — 51 min 6 s Georgiev (Dikov) — 55 min 5 s | Arbitrage : Oleksandr Govorun Juges de lignes : Ivan Nedeljkovic Chris van Grinsven |
| Sebastian de la Vega | Gardiens                                                           | Aleksandar Tomosov      | | Arbitrage : Oleksandr Govorun Juges de lignes : Ivan Nedeljkovic Chris van Grinsven |
| 6 min                | Pénalités                                                          | 16 min                  | | Arbitrage : Oleksandr Govorun Juges de lignes : Ivan Nedeljkovic Chris van Grinsven |
| 31                   | Tirs                                                               | 22                      | | Arbitrage : Oleksandr Govorun Juges de lignes : Ivan Nedeljkovic Chris van Grinsven |

| 17 mars 2016 | Mexique | 1-4 (0-2, 0-0, 1-2) | Turquie | Winter Sports Palace 100 spectateurs |

| Feuille de match | Feuille de match                        | Feuille de match    | Feuille de match | Feuille de match                                                            |
| ---------------- | --------------------------------------- | ------------------- | --- | --------------------------------------------------------------------------- |
|                  | - Cosio (J. Perez) — 40 min 12 s (SN) - | 0-1 0-2 1-2 1-3 1-4 | Kars (Kahraman, Ulas) — 10 min 45 s Bakal (K. Salt) — 14 min 34 s - Bakal — 40 min 34 s Bakal (K. Salt) — 59 min 27 s (CV) | Arbitrage : Alexei Roshchyn Juges de lignes : Yahya Al Jneibi Tzvetko Tanev |
| Leonardo Chavez  | Gardiens                                | Tolga Bozaci        | | Arbitrage : Alexei Roshchyn Juges de lignes : Yahya Al Jneibi Tzvetko Tanev |
| 2 min            | Pénalités                               | 10 min              | | Arbitrage : Alexei Roshchyn Juges de lignes : Yahya Al Jneibi Tzvetko Tanev |
| 19               | Tirs                                    | 26                  | | Arbitrage : Alexei Roshchyn Juges de lignes : Yahya Al Jneibi Tzvetko Tanev |

| 17 mars 2016 | Australie | 4-3 (2-1, 0-0, 2-2) | Israël | Winter Sports Palace 365 spectateurs |

| Feuille de match | Feuille de match | Feuille de match            | Feuille de match | Feuille de match                                                            |
| ---------------- | --- | --------------------------- | --- | --------------------------------------------------------------------------- |
|                  | - Sillato (Carini, Kubara) — 14 min 33 s Carini (Kubara) — 18 min 19 s - Ruck (Steven) — 40 min 51 s - Steven (Ruck, Flanagan) — 57 min 14 s | 0-1 1-1 2-1 2-2 3-2 3-3 4-3 | Lavon (Kapulkin) — 11 min 9 s (SN) - Ignatovich (Boudnikov, Revniaga) — 40 min 29 s - Revniaga (Ignatovich) — 55 min 42 s (SN) - | Arbitrage : Oleksandr Govorun Juges de lignes : Liu Tiange Ivan Nedeljkovic |
| Alex Tetreault   | Gardiens | Raz Werner                  | | Arbitrage : Oleksandr Govorun Juges de lignes : Liu Tiange Ivan Nedeljkovic |
| 29 min           | Pénalités | 6 min                       | | Arbitrage : Oleksandr Govorun Juges de lignes : Liu Tiange Ivan Nedeljkovic |
| 35               | Tirs | 26                          | | Arbitrage : Oleksandr Govorun Juges de lignes : Liu Tiange Ivan Nedeljkovic |

| 17 mars 2016 | Bulgarie | 9-3 (4-0, 3-2, 2-1) | Taipei chinois | Winter Sports Palace 1 890 spectateurs |

| Feuille de match | Feuille de match | Feuille de match                                        | Feuille de match                                                                               | Feuille de match                                                             |
| ---------------- | --- | ------------------------------------------------------- | ---------------------------------------------------------------------------------------------- | ---------------------------------------------------------------------------- |
|                  | Dilkov (Georgiev, Genkov) — 4 min 26 s Vasilev (Dikov, Chompolov) — 5 min 52 s Tsitselkov (Petkov) — 8 min 28 s (IN) Vachkov (Dilkov, Genkov) — 18 min 57 s - Vachkov (Genkov, Dilkov) — 33 min 13 s Dikov (Vasilev) — 34 min 19 s Dikov — 37 min 8 s - Genkov (Vachkov, Dilkov) — 41 min 45 s - Dikov (Vasilev, Rangelov) — 51 min 34 s (SN) | 1-0 2-0 3-0 4-0 4-1 5-1 6-1 7-1 7-2 8-2 8-3 9-3         | - Yang (Chiang) — 25 min 38 s - Chiang — 38 min 11 s (SN) - Chang (Chiang, Pan) — 45 min 1 s - | Arbitrage : Alex Lazzeri Juges de lignes : Oleksiy Sabada Chris van Grinsven |
| Aleksandar Tomov | Gardiens | He Wei-Chih (45 min 55 s) Huang Sheng-Chun (14 min 5 s) |                                                                                                | Arbitrage : Alex Lazzeri Juges de lignes : Oleksiy Sabada Chris van Grinsven |
| 26 min           | Pénalités | 8 min                                                   |                                                                                                | Arbitrage : Alex Lazzeri Juges de lignes : Oleksiy Sabada Chris van Grinsven |
| 36               | Tirs | 22                                                      |                                                                                                | Arbitrage : Alex Lazzeri Juges de lignes : Oleksiy Sabada Chris van Grinsven |

| 18 mars 2016 | Turquie | 9-6 (4-0, 2-4, 3-2) | Australie | Winter Sports Palace 230 spectateurs |

| Feuille de match                                   | Feuille de match | Feuille de match                                            | Feuille de match | Feuille de match                                                                |
| -------------------------------------------------- | --- | ----------------------------------------------------------- | --- | ------------------------------------------------------------------------------- |
|                                                    | Bakal (H. Salt) — 3 min 19 s H. Salt (Bakal, Secer) — 7 min 5 s Bakal (H. Salt, Secer) — 10 min 8 s Bakal (Kars) — 16 min 7 s - Secer (K. Salt, Bakal) — 27 min 30 s - Secer (H. Salt, Bakal) — 35 min 55 s - Bakal (H. Salt, K. Salt) — 47 min 17 s (SN) Secer — 48 min 7 s - H. Salt (Bakal) — 53 min 3 s - | 1-0 2-0 3-0 4-0 4-1 5-1 5-2 5-3 6-3 6-4 7-4 8-4 8-5 9-5 9-6 | - Manwarring (Steven, Kubara) — 23 min 24 s (SN) - Carini (Wood, Manwarring) — 32 min 48 s (SN) Carini (Brunt) — 35 min 9 s - Manwarring (Carini, Steven) — 36 min 41 s - Carini (Manwarring) — 48 min 31 s - Connard (Azzopardi) — 59 min 51 s | Arbitrage : Alex Lazzeri Juges de lignes : Luchezar Stoyanov Chris van Grinsven |
| Tolga Bozaci (58 min 51 s) Arinc Dogru (1 min 9 s) | Gardiens | Alex Tetreault (18 min 15 s) James Downie (41 min 45 s)     | | Arbitrage : Alex Lazzeri Juges de lignes : Luchezar Stoyanov Chris van Grinsven |
| 8 min                                              | Pénalités | 6 min                                                       | | Arbitrage : Alex Lazzeri Juges de lignes : Luchezar Stoyanov Chris van Grinsven |
| 46                                                 | Tirs | 39                                                          | | Arbitrage : Alex Lazzeri Juges de lignes : Luchezar Stoyanov Chris van Grinsven |

| 18 mars 2016 | Taipei chinois | 4-2 (1-2, 1-0, 2-0) | Mexique | Winter Sports Palace 190 spectateurs |

| Feuille de match                                         | Feuille de match | Feuille de match        | Feuille de match                                                   | Feuille de match                                                          |
| -------------------------------------------------------- | --- | ----------------------- | ------------------------------------------------------------------ | ------------------------------------------------------------------------- |
|                                                          | - Chiang (Chu Wang) — 16 min 16 s Hung (Chen) — 25 min 56 s (SN) Chung — 49 min 8 s Chu Wang (Chiang) — 59 min 59 s (CV) | 0-1 0-2 1-2 2-2 3-2 4-2 | Perez (Banabib) — 9 min 12 s Perez (Benabib, Vega) — 12 min 17 s - | Arbitrage : Kenji Kosaka Juges de lignes : Ivan Nedeljkovic Tzvetko Tanev |
| Huang Sheng-Chun (47 min 43 s) He Wei-Chih (12 min 17 s) | Gardiens | Leonardo Chavez         |                                                                    | Arbitrage : Kenji Kosaka Juges de lignes : Ivan Nedeljkovic Tzvetko Tanev |
| 8 min                                                    | Pénalités | 12 min                  |                                                                    | Arbitrage : Kenji Kosaka Juges de lignes : Ivan Nedeljkovic Tzvetko Tanev |
| 23                                                       | Tirs | 24                      |                                                                    | Arbitrage : Kenji Kosaka Juges de lignes : Ivan Nedeljkovic Tzvetko Tanev |

| 18 mars 2016 | Israël | 4-3 (3-3, 1-0, 0-0) | Bulgarie | Winter Sports Palace 1 800 spectateurs |

| Feuille de match | Feuille de match | Feuille de match            | Feuille de match | Feuille de match                                                        |
| ---------------- | --- | --------------------------- | --- | ----------------------------------------------------------------------- |
|                  | Revniaga (Boudnikov) — 3 min 32 s (2 SN) Kapulkin (Aharonovich, Ignatovich) — 5 min 30 s Ignatovich — 7 min 41 s - Boudnikov (Ignatovich, Revniaga) — 39 min 36 s | 1-0 2-0 3-0 3-1 3-2 3-3 4-3 | - Vachkov (Dilkov) — 14 min 41 s Abdi (Petkov, Gatsev) — 16 min 59 s Georgiev (Mladenov, Genkov) — 19 min 7 s (SN) - | Arbitrage : Alexei Roshchyn Juges de lignes : Liu Tiange Oleksiy Sabada |
| Raz Werner       | Gardiens | Aleksandar Tomov            | | Arbitrage : Alexei Roshchyn Juges de lignes : Liu Tiange Oleksiy Sabada |
| 12 min           | Pénalités | 8 min                       | | Arbitrage : Alexei Roshchyn Juges de lignes : Liu Tiange Oleksiy Sabada |
| 22               | Tirs | 32                          | | Arbitrage : Alexei Roshchyn Juges de lignes : Liu Tiange Oleksiy Sabada |

| 20 mars 2016 | Taipei chinois | 3-4 (TB) (0-0, 1-2, 2-1, 0-0, 1-0) | Israël | Winter Sports Palace 140 spectateurs |

| Feuille de match | Feuille de match                                                                                       | Feuille de match            | Feuille de match | Feuille de match                                                        |
| ---------------- | --- | --------------------------- | --- | ----------------------------------------------------------------------- |
|                  | - Chu Wang (Chiang, Hsu) — 33 min 47 s - Pan (Hung, Tseng) — 51 min 15 s Chang (Chiang) — 56 min 3 s - | 0-1 0-2 1-2 1-3 2-3 3-3 3-4 | Boudnikov (Revniaga, Ignatovich) — 20 min 26 s Revniaga — 31 min 34 s - Boudnikov (Ignatovich) — 50 min 20 s - Boudnikov — 65 min (TB) | Arbitrage : Kenji Kosaka Juges de lignes : Oleksiy Sabada Tzvetko Tanev |
| Huang Sheng-Chun | Gardiens                                                                                               | Raz Werner                  | | Arbitrage : Kenji Kosaka Juges de lignes : Oleksiy Sabada Tzvetko Tanev |
| 10 min           | Pénalités                                                                                              | 4 min                       | | Arbitrage : Kenji Kosaka Juges de lignes : Oleksiy Sabada Tzvetko Tanev |
| 28               | Tirs                                                                                                   | 40                          | | Arbitrage : Kenji Kosaka Juges de lignes : Oleksiy Sabada Tzvetko Tanev |

| 20 mars 2016 | Bulgarie | 1-0 (0-0, 1-0, 0-0) | Turquie | Winter Sports Palace 1 995 spectateurs |

| Feuille de match | Feuille de match            | Feuille de match | Feuille de match | Feuille de match                                                       |
| ---------------- | --------------------------- | ---------------- | ---------------- | ---------------------------------------------------------------------- |
|                  | Gatsev (Abdi) — 34 min 22 s | 1-0              | -                | Arbitrage : Alex Lazzeri Juges de lignes : Liu Tiange Ivan Nedeljkovic |
| Aleksandar Tomov | Gardiens                    | Tolga Bozaci     |                  | Arbitrage : Alex Lazzeri Juges de lignes : Liu Tiange Ivan Nedeljkovic |
| 33 min           | Pénalités                   | 6 min            |                  | Arbitrage : Alex Lazzeri Juges de lignes : Liu Tiange Ivan Nedeljkovic |
| 30               | Tirs                        | 22               |                  | Arbitrage : Alex Lazzeri Juges de lignes : Liu Tiange Ivan Nedeljkovic |

| 20 mars 2016 | Australie | 5-4 (0-1, 1-1, 4-2) | Mexique | Winter Sports Palace 450 spectateurs |

| Feuille de match | Feuille de match | Feuille de match                    | Feuille de match | Feuille de match                                                                  |
| ---------------- | --- | ----------------------------------- | --- | --------------------------------------------------------------------------------- |
|                  | - Steven (Manwarring, Carini) — 30 min 33 s - Sillato (Carini) — 44 min 24 s Wood (Steven) — 45 min 47 s Steven (Carini, Manwarring) — 53 min 26 s - Carini — 58 min 54 s (JS) | 0-1 0-2 1-2 1-3 2-3 3-3 4-3 4-4 5-4 | Perez (Cosio) — 24 s Perez (Gil) — 28 min 4 s (SN) - Perez (Vega) — 40 min 42 s - Gil (Perez) — 58 min 29 s (2 SN) - | Arbitrage : Oleksandr Govorun Juges de lignes : Yahya Al Jneibi Luchezar Stoyanov |
| Alex Tetreault   | Gardiens | Sebastian de la Vega                | | Arbitrage : Oleksandr Govorun Juges de lignes : Yahya Al Jneibi Luchezar Stoyanov |
| 6 min            | Pénalités | 4 min                               | | Arbitrage : Oleksandr Govorun Juges de lignes : Yahya Al Jneibi Luchezar Stoyanov |
| 25               | Tirs | 19                                  | | Arbitrage : Oleksandr Govorun Juges de lignes : Yahya Al Jneibi Luchezar Stoyanov |

## Classement final
Pour les significations des abréviations, voir statistiques du hockey sur glace.
| Clt   | Équipe         | PJ | V | VP | D | DP | BP | BC | Diff | Pts |
| ----- | -------------- | -- | - | -- | - | -- | -- | -- | ---- | --- |
| +001, | Australie (R)  | 5  | 4 | 0  | 1 | 0  | 25 | 22 | +3   | 12  |
| +002, | Turquie (P)    | 5  | 3 | 1  | 1 | 0  | 22 | 13 | +9   | 11  |
| +003, | Bulgarie       | 5  | 3 | 0  | 2 | 0  | 20 | 13 | +7   | 9   |
| +004, | Israël         | 5  | 2 | 0  | 2 | 0  | 15 | 15 | 0    | 8   |
| +005, | Taipei chinois | 5  | 1 | 0  | 2 | 2  | 17 | 26 | -9   | 5   |
| +006, | Mexique        | 5  | 0 | 0  | 5 | 0  | 10 | 20 | -10  | 0   |

- Promu en Division IIB en 2017
- Relégué en Division IIIB en 2017

## Récompenses individuelles
Pour les significations des abréviations, voir statistiques du hockey sur glace.
| Rang | Joueur          | Pays           | PJ | B | A | Pts | +/− | Pun |
| ---- | --------------- | -------------- | -- | - | - | --- | --- | --- |
| 1    | Ferhat Bakal    | Turquie        | 5  | 9 | 5 | 14  | +11 | 2   |
| 2    | Ellesse Carini  | Australie      | 5  | 6 | 7 | 13  | +7  | 4   |
| 3    | Chiang Wei      | Taipei chinois | 5  | 4 | 7 | 11  | -2  | 0   |
| 4    | Thomas Steven   | Australie      | 5  | 6 | 4 | 10  | +4  | 2   |
| 5    | Liam Manwarring | Australie      | 5  | 5 | 5 | 10  | +6  | 29  |
| 6    | Jorge Perez     | Mexique        | 5  | 2 | 2 | 9   | -3  | 4   |
| 7    | Veselin Dikov   | Bulgarie       | 5  | 4 | 4 | 9   | +2  | 43  |
| 8    | Tom Ignatovich  | Israël         | 5  | 5 | 5 | 9   | +6  | 8   |
| 8    | Hakan Salt      | Turquie        | 5  | 5 | 5 | 9   | +10 | 2   |
| 10   | Mark Revniaga   | Israël         | 5  | 4 | 4 | 8   | +3  | 2   |

| Rang | Joueur               | Pays           | Min          | BC | Moy  | %Arr  | Bl |
| ---- | -------------------- | -------------- | ------------ | -- | ---- | ----- | -- |
| 1    | Tolga Bozaci         | Turquie        | 300 min 11 s | 12 | 2,40 | 91,95 | 0  |
| 2    | Raz Werner           | Israël         | 304 min 15 s | 14 | 2,76 | 91,36 | 0  |
| 3    | Aleksandar Tomov     | Bulgarie       | 295 min 32 s | 13 | 2,64 | 89,92 | 0  |
| 4    | Huang Sheng-Chun     | Taipei chinois | 248 min 6 s  | 16 | 3,87 | 88,24 | 1  |
| 5    | Leonardo Chavez      | Mexique        | 119 min 8 s  | 6  | 3,02 | 87,23 | 0  |
| 6    | Alex Tetreault       | Australie      | 258 min 14 s | 18 | 4,18 | 84,07 | 0  |
| 7    | Sebastian de la Vega | Mexique        | 178 min 5 s  | 12 | 4,04 | 82,35 | 0  |

Pour les significations des abréviations, voir statistiques du hockey sur glace.
Nota : seuls sont classés les gardiens ayant joué au minimum 40 % du temps de jeu de leur équipe.